# ديكسانابينول
ديكسانابينول (HU-211) هو مركب مشتق من مادة الكانابيتويدات الاصطناعية طوّرته شركة إي ثيرابيوتكس بي إل سي، وهو المتصاوغ المرآتي المخلّق لمنبهات القنب القوية HU-210. لا يعمل الديكسانابينول كمحفز لمستقبلات الكانابينويد على عكس مشتقات القنب الأخرى، إلّا أنّ له تأثيراً مناهضاً لمستقبل نمدا، لذا لا ينتج عنه آثاراً شبيهة بتأثير القنب، ولكنه مضاد للاختلاج وقائي للأعصاب. يستخدم الديكسانابينول على نطاق واسع في البحث العلمي، وتُجري حاليًا دراسات حول قابليّة استخدامه لتطبيقات علاجيّة مثل علاج إصابة الرأس، أو السكتة الدماغية، أو السرطان، بعد أن ثبت أنّ مركّب الديكسانابينول آمن للاستخدام في التجارب السريرية، ويخضع حاليًا لتجارب المرحلة الأولى لعلاج سرطان الدماغ، والأورام الصلبة المتقدمة.

## التجارب السريرية
درست شركة إي ثيرابيوتكس بي إل سي استخدام مركب الديكسانابينول كجرعات تُعطى عن طريق الفمّ في التجارب السريرية لعلاج سرطان الدماغ، والسرطان الصلب، وتجري الشركة حالياً التخطيط لدراسات المرحلة الثانية بناءاً على نتائج هذه المرحلة من التجارب.
بدأت دراسات المرحلة الأولى ب من تجارب استخدام مركب الديكسانابينول لعلاج سرطان الخلايا الكبدية، وسرطان البنكرياس في عام 2015.

## الوضع القانوني
مركب الديكسانابينول غير مدرج في الجداول التي حددتها كلّ من اتفاقية الأمم المتحدة الوحيدة للمخدرات لعام 1961، واتفاقية المؤثرات العقلية لعام 1971، لذا فإن الدول الموقعة على هذه المعاهدات والمواثيق الدولية لمكافحة المخدرات ليست ملزمة بموجب المعاهدات المذكورة بمراقبة مركب الديكسانابينول.

### الوضع القانونيّ في الولايات المتحدة الأمريكية
مركب الديكسانابينول غير مدرج في قائمة المواد الخاضعة للرقابة المجدولة في الولايات المتحدة الأمريكية. لذا فإن وضعه القانوني لا يزال غير محدد على المستوى الفيدرالي في الولايات المتحدة الأمريكية، ولكن من الممكن قانوناً اعتباره نظيرًا لمركب دلتا 8 رباعي هيدروكانابينول، وهو أحد أيزومرات مركب رباعي الهيدرو كانابينول الدرجة في الجدول الأول تحت اسم التيتراهيدروكانابينولات، ومن ثمّ قد تُعرّض حيازة وبيع مركب الديكسانابينول الأشخاص للمساءلة القانونيّة بموجب القانون التناظري الفيدرالي. ويًعتبر مركب الديكسانابينول مادة خاضعة للرقابة ومدرجة في الجدول الأول في ولاية ألاباما، ويُعتبر مادة خاضعة للرقابة المدرجة في الجدول الأول في ولاية فلوريدا مما يجعل شراءه أو بيعه أو حيازته في كل من ولاية فلوريدا وألاباما أمراً غير قانونيّ.
أصبح مركب الديكسانابينول أيضاً اعتبارًا من 1 يناير 2016، عقارًا خاضعًا للتنظيم في ولاية فيرمونت حيث صُنّف باعتباره عقار مهلوس.